# Les Contes de Grimm : Le Nain Tracassin
Pour les articles homonymes, voir Contes de Grimm (homonymie).
Pour plus de détails, voir Fiche technique et Distribution.
Les Contes de Grimm : Le Nain Tracassin est un téléfilm allemand réalisé par Andi Niessner en 2007. L'histoire est inspirée du conte populaire Nain Tracassin. Ce film fait partie de la série de films Märchenperlen de ZDF.

## Synopsis
Il était une fois un pauvre meunier qui avait un fils maladroit, Pierre, et une fille d'une grande beauté en âge de se marier, Marie. Lorsqu'un jour, le jeune roi et son premier ministre, qui venaient de rendre visite à une énième prétendante à la place de reine, entendirent chanter la jeune fille. Ils s'arrêtèrent alors chez le meunier pour savoir à qui appartenait cette si jolie voix et le roi tomba immédiatement amoureux de Marie. De son côté, le meunier voulut se rendre intéressant auprès du premier ministre, Jean le Vénal, et vanta les qualités de sa fille en lui disant qu'elle pouvait transformer la paille en or.
La nuit suivante, Jean le Vénal fit enlever Marie pour plusieurs raisons : il voulait que le roi épouse une princesse d'un royaume riche et il voulait que Marie transforme la paille en or pour lui, sinon il ferait tuer le meunier. Pendant que le roi parcourait tout le royaume à la recherche de Marie, que le premier ministre avait fait passer pour morte, Marie ne savait pas quoi faire de toute cette paille. C'est là qu’apparut un petit lutin qui lui proposa que l'aider en échange de ce qu'elle possédait de plus cher. Mais la troisième nuit, Marie n'avait plus rien à offrir. Alors le petit lutin lui proposa un marché : quand elle sera reine, elle devra lui donner son premier enfant.

## Fiche technique
- Réalisation : Andi Niessner
- Producteur : Thomas Teubner
- Producteur : Jürgen Haase
- Coproducteur : Jussuf Koschier
- Coproducteur : Ernst Geyer
- Scénariste : Thomas Teubner
- Compositeur : Christoph Zirngibl
- Directeur de la photographie : Philipp Kirsamer
- Chef monteur : Andreas Herzog
- Date de sortie : 6 December 2007  Autriche, 24 December 2007  Allemagne

## Distribution

### Casting
- Katharina Thalbach : Le nain Tracassin
- Marie-Christine Friedrich : Marie
- Sebastian Fischer : Le roi Michael
- Erich Schleyer : Jean le Vénal
- Fritz Egger : Le meunier
- Gregory Borlein : Pierre
- Andreas Schmidt : Hinz
- Sven Pippig : Kunz
- Georg Friedrich : Oscar
- Bettina Hauenschild : Princesse Agathe
- Anna Böger : Princesse Hildegarde
- Friederike Pasch : Comtesse Klumstein

### Voix françaises
- Karim Barras
- Nancy Philippot
- Nicolas Dubois
- Maxime Donnay
- Robert Guilmard
- Romain Barbieux
- Daniel Nicodème
- Thierry Janssen
- Steve Driesen
- Ilyas Mettioui

## Particularités de l'adaptation du conte
- Les deux vendeurs font des petits clins à d'autres contes comme La belle au bois dormant, La Petite Table, l'Âne et le Bâton etc.